# レッスルマニアXI
レッスルマニアXI（レッスルマニアイレヴン、WrestleMania XI）は、1995年4月2日にアメリカ合衆国のプロレス団体WWE（当時はWWF）が開催した年間最大の興行およびPPVの名称である。

## 概要
- ディーゼルのセコンドとしてパメラ・アンダーソンが出場。

- ショーン・マイケルズ対ディーゼルはプロレスリング・イラストレーテッド紙において年間最高試合に選出されている[1]。

- メインイベントではNFLスターのローレンス・テイラーが出場。シングルとしてはレッスルマニア初のプロレスラー以外の選手が出場するメイン戦となった。

- オープニングではスペシャルオリンピックスのキャシー・ヒューイが "美しきアメリカ" を独唱。

## 結果
- ○ジ・アライド・パワーズ (レックス・ルガー&ブリティッシュ・ブルドッグ) vs ザ・ブルー・ブラザーズ (イーライ&ジェイコブ) (w / アンクル・ゼベカイア) ●

- WWFインターコンチネンタル王座戦 -WWF Intercontinental Championship-

●ジェフ・ジャレット (c) (w / ローディー) vs レイザー・ラモン (w / 1-2-3キッド) ○
ジェフ・ジャレットの反則負けのため王座移動は無し
- ○ジ・アンダーテイカー (w / ポール・ベアラー) vs キングコング・バンディ (w / テッド・デビアス) ●

- WWFタッグ王座戦 -WWF Tag Team Championship-

○オーエン・ハート&ヨコズナ (c) (w / ミスター・フジ&ジム・コルネット) vs ザ・スモーキン・ガンズ (ビリー・ガン&バート・ガン) ●
- アイ・クイット・マッチ -"I Quit" Match- スペシャル・レフェリー：ロディ・パイパー

○ブレット・ハート vs ミスター・ボブ・バックランド●
- WWF王座戦 -WWF Championship-

○ディーゼル (c) (w / パメラ・アンダーソン) vs ショーン・マイケルズ (w / シッド&ジェニー・マッカーシー) ●
- ○ローレンス・テイラー vs バンバン・ビガロ (w / テッド・デビアス) ●

## References
1. ↑  Roopansingh, Jaya. “Shawn Michaels, still the show-stopper”. Slam! Sports.  Canadian Online Explorer. 2008年3月29日閲覧。